# Peter Keisler
Peter D. Keisler, né le 13 octobre 1960 à Hempstead (New York), est un homme politique et juriste américain. Membre du Parti républicain, il est procureur général par intérim en 2007 dans l'administration du président George W. Bush.